# Actinodactylella blanchardi
Actinodactylella blanchardi is een platworm (Platyhelminthes). De worm is tweeslachtig. De soort leeft parasitair op of in mariene dieren.
Het geslacht Actinodactylella, waarin de platworm wordt geplaatst, wordt tot de familie Actinodactylellidae gerekend. De wetenschappelijke naam van de soort werd voor het eerst geldig gepubliceerd in 1893 door Haswell.